# ミスカブラヤ
ミスカブラヤは日本の競走馬、繁殖牝馬。おもな勝ち鞍は1979年のエリザベス女王杯。全兄に皐月賞、東京優駿を勝ったカブラヤオーがいる。

## 略歴
馬齢は当時の表記とする。

### 現役時代
ミスカブラヤのデビューは桜花賞の2週間前・3月24日と遅く、兄・カブラヤオーと同じくダート1200mに出走。ここをアタマ差で勝利すると舞台を芝に移し、続く400万下条件戦で2着となる。その後400万下条件のカーネーションカップに主戦騎手となる岡部幸雄を鞍上に迎え出走、2着となる。その後は、4歳牝馬ステークスに勝利し２勝目を挙げると休養に入る。
秋に入り復帰したミスカブラヤは、UHB杯・サファイヤステークスを2着した後、京都牝馬特別に出走。5番人気に推され6着と初めて連対を外す。次走は、牝馬3冠目を目指しエリザベス女王杯に出走。安定した成績や血統などから2番人気に支持され、オークス馬アグネスレディーを後方から差しきって優勝した。
エリザベス女王杯以後勝ち星に恵まれず、日刊スポーツ賞金杯こそ2着となるが、その後1981年まで走って掲示板に載ったのが2回と振るわず中山牝馬ステークス4着を最後に引退した。

### 繁殖牝馬時代
引退したミスカブラヤは繁殖牝馬となったが、不受胎が多かったのもあり母としては成功することができず、同期のアグネスレディーには大きく差をつけられた。1997年で繁殖牝馬を引退した。重賞レースを勝っているにもかかわらず功労馬繋養展示事業の対象馬になっておらず、その後の消息は分かっていない。
- 1982年 カブラヤイチバン （牡、父コントライト）
- 1987年 セントラルアース （牝、父ピュウターグレイ）
- 1991年 ユリクラウン （牡、父シービークラウド）
- 1992年 マイカブラヤ （牝、父ビーインボナンザ）
- 1994年 マイホース （牡、父ダイナレター）
- 1995年 ジイワンセカンド （牝、父ドラムタップス）

## 特徴など
二冠馬・カブラヤオーの全妹として知られるミスカブラヤであるが、逃げ馬として活躍した兄と違い後方からの差しを得意とした。

## 血統表
| ミスカブラヤの血統プリンスビオ系（プリンスローズ系） / Fairway4×4=12.50% | ミスカブラヤの血統プリンスビオ系（プリンスローズ系） / Fairway4×4=12.50% | ミスカブラヤの血統プリンスビオ系（プリンスローズ系） / Fairway4×4=12.50% | （血統表の出典）      | （血統表の出典） |
| 父 *ファラモンド Pharamond 1957 黒鹿毛                                   | 父の父Sicambre 1948 黒鹿毛                                               | Prince Bio                                                               | Prince Rose           | Prince Rose      |
| 父 *ファラモンド Pharamond 1957 黒鹿毛                                   | 父の父Sicambre 1948 黒鹿毛                                               | Prince Bio                                                               | Biologie              |                  |
| 父 *ファラモンド Pharamond 1957 黒鹿毛                                   | 父の父Sicambre 1948 黒鹿毛                                               | Sif                                                                      | Rialto                | Rialto           |
| 父 *ファラモンド Pharamond 1957 黒鹿毛                                   | 父の父Sicambre 1948 黒鹿毛                                               | Sif                                                                      | Suavita               |                  |
| 父 *ファラモンド Pharamond 1957 黒鹿毛                                   | 父の母Rain 1946 鹿毛                                                     | Fair Trial                                                               | Fairway               | Fairway          |
| 父 *ファラモンド Pharamond 1957 黒鹿毛                                   | 父の母Rain 1946 鹿毛                                                     | Fair Trial                                                               | Lady Juror            |                  |
| 父 *ファラモンド Pharamond 1957 黒鹿毛                                   | 父の母Rain 1946 鹿毛                                                     | Monsoon                                                                  | Umidwar               | Umidwar          |
| 父 *ファラモンド Pharamond 1957 黒鹿毛                                   | 父の母Rain 1946 鹿毛                                                     | Monsoon                                                                  | Heavenly Wind         |                  |
| 母 カブラヤ 1965 黒鹿毛                                                  | 母の父*ダラノーア Darannour 1960 鹿毛                                    | Sunny Boy                                                                | Jock                  | Jock             |
| 母 カブラヤ 1965 黒鹿毛                                                  | 母の父*ダラノーア Darannour 1960 鹿毛                                    | Sunny Boy                                                                | Fille de Soleil       |                  |
| 母 カブラヤ 1965 黒鹿毛                                                  | 母の父*ダラノーア Darannour 1960 鹿毛                                    | Danira                                                                   | Dante                 | Dante            |
| 母 カブラヤ 1965 黒鹿毛                                                  | 母の父*ダラノーア Darannour 1960 鹿毛                                    | Danira                                                                   | Mah Iran              |                  |
| 母 カブラヤ 1965 黒鹿毛                                                  | 母の母ミスナンバイチバン 1959 黒鹿毛                                     | *ハロウェー                                                              | Fairway               | Fairway          |
| 母 カブラヤ 1965 黒鹿毛                                                  | 母の母ミスナンバイチバン 1959 黒鹿毛                                     | *ハロウェー                                                              | Rosy Legend           |                  |
| 母 カブラヤ 1965 黒鹿毛                                                  | 母の母ミスナンバイチバン 1959 黒鹿毛                                     | *スタイルパッチ                                                          | Dogpatch              | Dogpatch         |
| 母 カブラヤ 1965 黒鹿毛                                                  | 母の母ミスナンバイチバン 1959 黒鹿毛                                     | *スタイルパッチ                                                          | Style Leader F-No.8-g |                  |

- 全兄カブラヤオーは中央競馬のクラシック二冠馬。
- 祖母ミスナンバイチバンは名繁殖牝馬として知られ、近親にはダイタクヘリオス、ダイタクバートラム、ダイタクリーヴァなどがいる。